# Global Consciousness Project
Het Global Consciousness Project is een van de belangrijkste huidige onderzoeksprojecten naar parapsychologie. Uitgevoerd op – maar niet in opdracht van – Princeton, onderzoekt het project de theorie dat het menselijke bewustzijn een extern veld kan creëren dat niet detecteerbaar is met behulp van conventionele middelen.
Het idee is dat het gecombineerde bewustzijnsveld van een groot aantal mensen met vergelijkbare gedachten of gevoelens samen, in tegenstelling tot het veld van een individu, meetbaar is. 

## Onderzoek
Het onderzoek werkt door middel van het bestuderen van de output van hardware toevalsgenerators (Engels: random number generators) op locaties verspreid over de aarde. De huidige theorie is dat gebeurtenissen met een significante impact (vooral vanwege de media) op de mensheid (zoals de dood van Prinses Diana, en WTC, 11 september) de willekeurigheid van de generatoren op een statistisch significante wijze beïnvloeden.
Hoewel het GCP een aantal afwijkingen heeft vastgesteld is een oorzakelijk verband met het bestaan van bewustzijnsveld nog niet gelegd. 